# Guilliermondia
Guilliermondia — рід грибів. Назва вперше опублікована 1904 року.